# Prezbiterianism
Prezbiterianismul este ramura Bisericii Reformate din  Scoția, care a aderat la confesiunea calvinistă din cadrul Reformei protestante, așa cum a fost formulată de John Knox. Teologia prezbiteriană subliniază suveranitatea lui Dumnezeu, autoritatea Bibliei și necesitatea  harului prin credința în Isus Hristos.
Prezbiterianismul a evoluat inițial în Scoția înainte de Actul Uniunii din 1707. Majoritatea puținilor prezbiterieni care mai pot fi găsiți în Anglia de astăzi își pot găsi o conexiune scoțiană. Deși unii aderenți se mențin pe linia trasată de teologia lui Calvin și a succesorilor săi direcți, există o largă desfășurare de viziuni teologice în cadrul prezbiterianismului contemporan.
Urmele prezbiterienilor moderni pot fi găsite în Reforma scoțiană. Congregațiile locale constau din obști alcătuite din reprezentanți ai localnicilor, mod de organizare care este întâlnit la toate nivele superioare celor de bază (Presbytery, Synod and General Assembly). Teoretic, în prezbiterianism nu există un episcop; totuși anumite grupuri, mai ales din Europa de Est precum și alte grupuri ecumenice au superintendenți care se numesc formal episcopi. Oficiul sau instituția bătrânilor reprezintă un alt semn distinctiv al prezbiterianismului, această entitate nu este preoțească luând parte în toate deciziile la toate nivelele.
Rădăcinile Prezbiterianismului se regăsesc în Mișcarea de Reformă Europeană din secolul al 16-lea, exemplul Genevei lui Jean Calvin reprezentând o influență specială. Cele mai multe biserici din Mișcarea de Reformă care își au originile istorice în Scoția sunt sau Presbiteriene sau Congregaționaliste în conducere.
În secolul XX, unii prezbiterieni au jucat un rol important în Mișcarea Ecumenică, inclusiv Consiliul Mondial al Bisericilor. Multe denominații Presbiteriene au găsit căi pentru a lucra împreună cu alte denominații ale Mișcării de Reformă și cu Creștini din alte tradiții, în mod special în cadrul Alianței Mondiale a Bisericilor Reformate. Unele biserici Presbiteriene au intrat în uniuni cu alte biserici, precum Congregaționaliști, luterani, anglicani, and metodiști.

## Regiuni

### Țara Galilor
În Țara Galilor Prezbiterianismul este reprezentat de Biserica Prezbiteriană din Wales, care a fost inițial compusă în mare parte din calviniști metodiști.

### Franța

Huguenot Cross

În Franța Prezbiterianismul este reprezentat de Biserica Reformată din Franța, Prezbiterianismul este cel mai numeros grup protestant din Franța. Exista de asemenea Luterani si Evanghelici. Termenii utilizați în Franța sunt "Protestant, Calvinist", nu "Prezbiterian". Simbolul este crucea hughenotă (Croix Huguenote), cu un rug aprins.

### America de Nord

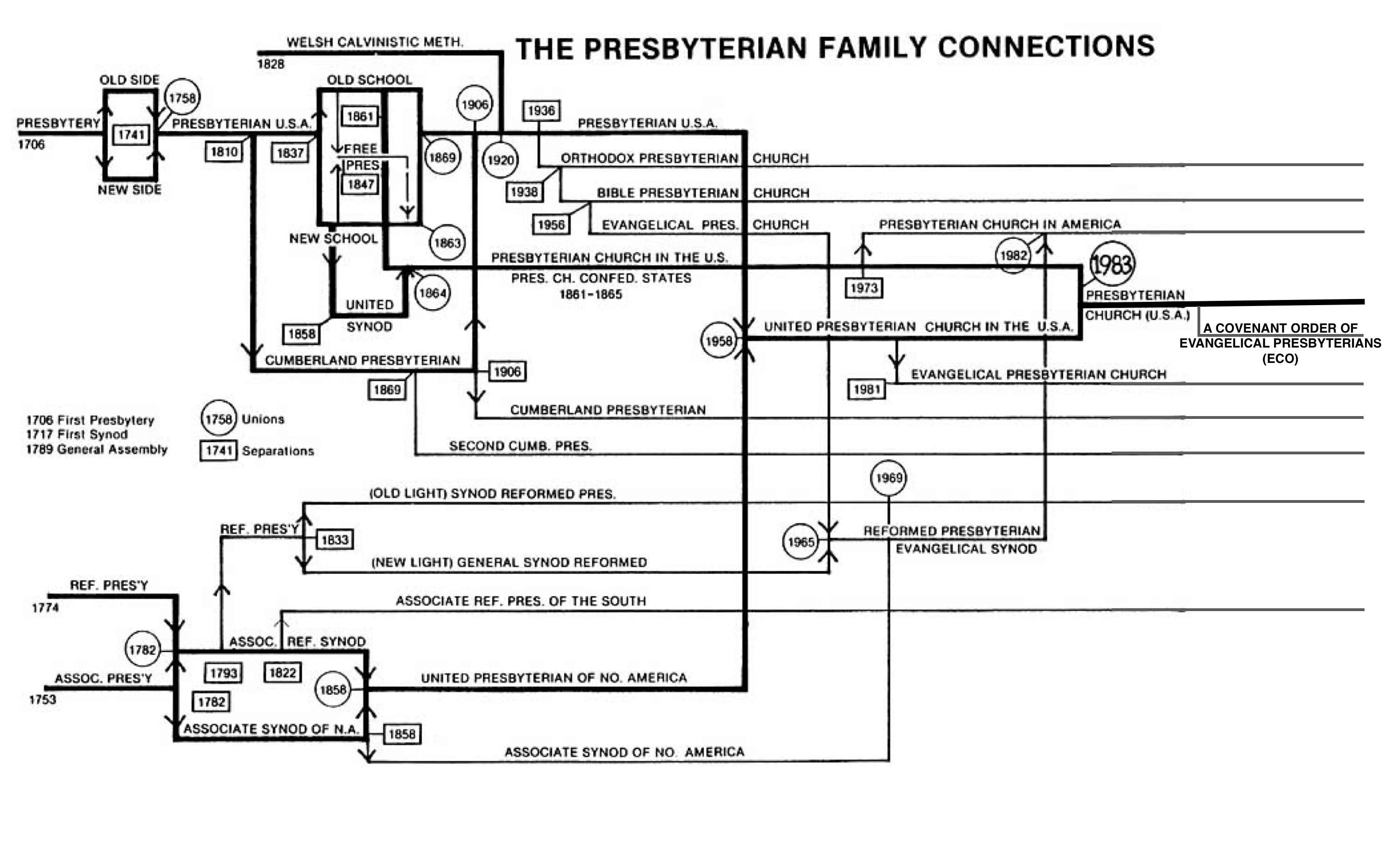
Evolution of Presbyterianism in the United States. Courtesy of the Presbyterian Historical Society, Philadelphia, PA.

### Doctrină

Presbyterian Cross

## Arhitectură

### Principalele elemente ale cultului
- Pulpit
- Chancel
- Celtic cross/Presbyterian cross
- Communion table
- Baptismal font
- Aisles
- Stained glass
- Religious art
- Lectern
- Banners
- Flags

### Exemple
- Fourth Presbyterian Church, Chicago, Illinois Arhivat în 16 aprilie 2009, la Wayback Machine.
- St Giles Cathedral, Edinburgh, Scotland
- Madison Ave Presbyterian, New York, New York Arhivat în 10 aprilie 2009, la Wayback Machine.
- St Mary's Presbyterian, West Virginia
- Cathedral of Hope, Pittsburgh, Pennsylvania Arhivat în 25 martie 2009, la Wayback Machine.
- First Presbyterian, San Rafael, California Arhivat în 6 februarie 2009, la Wayback Machine.
- Bel Air Presbyterian, Los Angeles, California
- Shadyside Presbyterian Church Arhivat în 6 martie 2009, la Wayback Machine.
- Christ Presbyterian Church; Canton, Ohio
- First Presbyterian Church, Harrisonburg, Virginia Arhivat în 8 martie 2016, la Wayback Machine.

### Confesiunea Credinței
- Westminster Confession of Faith
- Larger Catechism
- Shorter Catechism
- Directory of Public Worship
- Scots Confession

### Controverse
- Fundamentalist-Modernist Controversy
- Vestments controversy

### Biserici
- List of Christian denominations#Reformed Churches
- St. Giles' Cathedral, Edinburgh, sometimes regarded as the mother church for world Presbyterianism

### Collegii și seminarii
- Presbyterian universities and colleges

### Oameni
Clergy, or theologians:
- John Calvin
- John Knox
- John Witherspoon
- Peter Marshall (preacher)
- George MacPherson Docherty
- Eugene Carson Blake
- Ian Paisley
- D. James Kennedy
- Fred Rogers
- Billy Sunday

Lay members:  (source: adherents.com)
- Andrew Jackson
- James K. Polk
- James Buchanan
- Ulysses S. Grant
- Rutherford B. Hayes
- Benjamin Harrison
- Grover Cleveland
- Dwight D. Eisenhower
- Ronald Reagan
- Woodrow Wilson
- Billy Graham (before he became Baptist)
- Stonewall Jackson
- William Jennings Bryan
- Condoleezza Rice
- Bob Hope (originally)
- David Lee (basketball)
- Gordon Brown

### Arhive
- Historical Center of the Presbyterian Church in America, St. Louis, MO, USA
- Historical Foundation of the Cumberland Presbyterian Church, Memphis, TN, USA
- Presbyterian Church Archives of Aotearoa, New Zealand, Opoho, Dunedin, New Zealand
- Foreign Missions Archives for the Presbyterian Church of Aotearoa, New Zealand Arhivat în 30 martie 2009, la Wayback Machine.
- Presbyterian Church in Canada Archives and Records Office, Toronto, Canada
- Presbyterian Historical Society, Philadelphia, PA, USA
- Presbyterian Church in Ireland Archives Arhivat în 2 aprilie 2009, la Wayback Machine., Belfast, Northern Ireland
- Presbyterian Heritage Center at Montreat